# テトロ 過去を殺した男
『テトロ 過去を殺した男』（Tetro）は、フランシス・フォード・コッポラ監督・脚本・製作、ヴィンセント・ギャロ、オールデン・エアエンライク、マリベル・ベルドゥ出演の2009年のドラマ映画である。撮影は2008年にブエノスアイレス、パタゴニア、スペインで行われた。アメリカ合衆国では2009年6月11日に限定公開された。

## あらすじ
アンジーはかつて作家として将来を期待されながら、ある衝撃的な事件をきっかけに行方不明となった。その弟ベニーは18歳の誕生日を前に、アルゼンチンのブエノスアイレスを訪れ、兄と再会する。
しかし、しばらくぶりに会ったアンジーは“テトロ”と名前を変え、過去を封印して別人のように生きていた。自分の過去など全てを否定して生きるアンジーの態度に不満を募らせるベニーだが、彼のある持ち物からすべての事情を知ると、ベニーはある行動をとる。

## キャスト
- テトロ - ヴィンセント・ギャロ： コッポラはこのキャスト・チョイスについて、「私は自分の映画の主演にヴィンセント・ギャロを選ぶことで一部の人々を驚かせるとわかっている。しかし私は、彼がこの役に出会うことでいくつかの目が開かれることに賭けている」と述べた[3]。ギャロに決まる以前はマット・ディロンの予定であった[4]。
- ベニー - オールデン・エアエンライク： テトロの弟[5]。
- マリア・ルイーザ - ソフィア・ガラ（英語版）
- ミランダ - マリベル・ベルドゥ： テトロの恋人[5]。
- アローン - カルメン・マウラ： 文芸評論家でテトロの師匠[6]。キャラクターは元々は男性として書かれ、ハビエル・バルデムが演じる予定であった。コッポラは性別を変えたことについて「脚本を読み返して、彼らが異性であった方が2人のキャラクターの関係が面白くなると感じた」と説明した[6][7]。
- カルロ・テトロチニ - クラウス・マリア・ブランダウアー： テトロの父[8]。

他にロドリゴ・デ・ラ・セルナ、レティシア・ブレディス、マイク・アミゴレーナ、ジャン＝フランソワ・カサノヴァが出演している。

## 製作
2007年、フランシス・フォード・コッポラは、『コッポラの胡蝶の夢』を編集している間に書いた脚本に基づいた映画『テトロ』を監督、製作すると発表した。製作はアルゼンチンのブエノスアイレスで2007年末公開を予定していた。コッポラはアルゼンチンという土地に惹かれ、「アルゼンチンには素晴らしい文化、芸術、文学、音楽、映画がある」と語った。製作は予定していた時期に始まらず、2008年3月までにヴィンセント・ギャロとマリベル・ベルドゥがキャストに加わった。スペインのTornasol FilmsとイタリアのBIM Distribuzioneは共同製作として名を連ねた。製作は2008年3月31日に1500万ドルの予算で開始された。コッポラは前作『コッポラの胡蝶の夢』と同様の製作スタイルを用いた。撮影はブエノスアイレスのラボカなどで行われた。他にパタゴニアのアンデス山麓地帯やスペインアリカンテのスタジオでも行われた。製作は6月に終了した。
2008年5月、アルゼンチンでの撮影中、現地の俳優組合であるアルゼンチン俳優協会は、同組合員が契約無しで出演していることを理由に中止を訴えた。『ハリウッド・リポーター』は「地元の報道では、脚本の変更や多くの国々のキャストとのコミュニケーションが上手く行かないことによって撮影が長引いたにもかかわらず、アルゼンチンの俳優にその分のギャラが支払われていないと言われている」と伝えている。監督のスポークスマンであるキャスリーン・トルバートは、「撮影の中断も、俳優も問題はない。アルゼンチンの俳優たちの多くはすでに撮影を終えている」と答えた。月末までに労働組合側は、「製作側の弁護士が必要な書類を提示し、彼らが作ったというエラーを認識した。それにより製作は続行できる。」と報じ、問題は解決に至ったと述べた。対照的にトルバートは、問題は無かったと改めて表明し、製作は中止されなかった。
プロジェクト全体はMacintoshコンピュータでFinal Cut Proを使って編集された。

## 評価
本作は批評家からは概ね好評を得た。Metacriticでは26件の批評家レビューで平均点は100点満点中65点となった。Rotten Tomatoesでは99件のレビューで支持率は71%、平均点は5.6/10となった。
『シカゴ・サンタイムズ』のロジャー・イーバートは4つ星満点で3つ星を与え、「ファミリードラマ、秘密、戦争の世代、メロドラマ、ロマンス、バイオレンスが含まれる大胆なオペラである」と賞賛した。さらにイーバートはヴィンセント・ギャロの演技を絶賛したほか、アルデン・エーレンライクを「新しいレオナルド・ディカプリオである」と主張した。

### トップテン入り
- 2009年第6位 - 『カイエ・デュ・シネマ』[17]。